# Mark Kinsella
Mark Kinsella (Dublin, 12 augustus 1972) is een voormalig voetballer, afkomstig uit de Republiek Ierland. Over het algemeen speelde hij als middenvelder, meestal linkscentraal op het middenveld. Alhoewel Kinsella het meest bekend werd van zijn periode bij Charlton Athletic, speelde hij het langst bij Colchester United FC. Zijn carrière beëindigde hij echter bij Walsall FC Tegenwoordig is Kinsella manager.

## Colchester United
Op zeventienjarige leeftijd tekende Mark Kinsella een contract bij het kleine Colchester United. Dit was in het seizoen 1989/1990. Hij speelde zes wedstrijden, maar kon niet voorkomen dat de club degradeerde uit de Fourth Division en dus uit het Engelse professionele voetbal. Colchester eindigde namelijk als vierentwintigste. Daarom moest de club in de Conference spelen, het semiprofessionele niveau van het Engelse voetbal. Pas na twee seizoenen wist Kinsella met de club weer te promoveren naar het professionele voetbal van Engeland.
Na de promotie ging het bergopwaarts met Colchester. Dit leidde er zelfs toe dat Kinsella met de club in het 1996 mocht meespelen in de play-offs voor promotie naar de League Two. Deze gingen echter verloren ten gunste van Plymouth Argyle. Tot en met september 1996 bleef Mark Kinsella spelen bij Colchester United. Daarna werd hij overgenomen door een Engelse club uit een hogere divisie. Voor Colchester United speelde Kinsella in totaal 180 competitiewedstrijden. Daarin scoorde hij 27 keer.

## Charlton Athletic
Voor een transfersom van 150.000 pond trok Charlton Athletic in 1996 Mark Kinsella aan van Colchester United. Charlton speelde destijds twee divisies hoger dan Colchester, namelijk in de Football League Championship. Meteen werd Kinsella een vaste kracht binnen het team, zijn debuut makend op 28 september 1996 tegen Oldham Athletic. Nadat het seizoen 1996/1997 eindigde in het rechterrijtje, verliep het volgende seizoen een stuk beter. Met Charlton Athletic eindigde Kinsella als vierde in de Championship. Daardoor mocht het, samen met Sunderland AFC, Ipswich Town en Sheffield United, uitkomen in de play-offs voor promotie naar de Premier League. Nadat eerst Ipswich werd verslagen, moest Kinsella het met Charlton opnemen tegen Sunderland. Nadat het na de reguliere speeltijd 3-3 stond, moest er worden verlengd. In de verlenging werd door beide clubs nog een keer gescoord. Uiteindelijk werden de strafschoppen beter genomen door Charlton, waardoor het voor de eerste keer in acht jaar tijd weer uit mocht komen op het hoogste niveau van het Engelse voetbal.
Met Charlton Athletic degradeerde Kinsella echter direct weer terug naar de Championship, door als achttiende te eindigen. Daardoor was hij wel in staat in 2000 zijn eerste prijs te behalen. Toen werd hij namelijk met Charlton kampioen van de Championship. De club had twee punten voorsprong op Manchester City. Tot en met 2002 zou Mark Kinsella blijven spelen bij Charlton Athletic. In 2001 raakte hij echter geblesseerd, waardoor hij zijn plek verloor aan Scott Parker. Nadat Kinsella hersteld was van zijn blessure kon hij zijn basisplek niet meer terugeisen. Daarom werd hij in 2002 verkocht aan een andere Engelse voetbalclub. Voor Charlton Athletic speelde Mark Kinsella in totaal 208 competitiewedstrijden. Daarin wist hij twintig keer het net te vinden.

## Aston Villa
In 2002 maakte Mark Kinsella de overstap van Charlton Athletic naar Aston Villa. Bij de club uit Birmingham kwam hij onder andere samen te spelen met Marcus Allbäck, Mustapha Hadji en Peter Crouch. Zijn debuut voor Aston Villa maakte Kinsella op 24 augustus 2002 tegen Tottenham Hotspur. Alhoewel hij in zijn eerste seizoen nog 19 keer in actie kwam, betekende Kinsella weinig voor Villa het seizoen daarop. In het seizoen 2003/2004 kwam hij namelijk maar twee keer in actie, tegen Arsenal FC en Everton FC. In januari van dat seizoen werd Mark Kinsella verkocht aan een club uit de Championship. Voor Aston Villa speelde hij 21 wedstrijden. Geen één keer maakte hij daarin een doelpunt.

## West Bromwich Albion en Walsall
Mark Kinsella werd in januari van het jaar 2004 overgenomen door West Bromwich Albion. Hij moest die club helpen met promotie naar de Premier League. Door achter Norwich City als tweede te eindigen lukte dit ook. Zijn eerste doelpunt voor West Brom scoorde Kinsella op 6 maart 2004 tegen Coventry City. Dit was meteen ook zijn laatste, omdat hij slechts tot juli 2004 bij de club zou blijven. Daarna tekende hij namelijk een contract bij Walsall F.C. Met Walsall eindigde hij echter als laatste in de League One, waardoor hij in zijn tweede jaar bij de club, 2006/2007, met de club uitkwam op het laagste niveau van Engelse professionele voetbal. Daar waar hij met Colchester United ook begon. Door blessures speelde hij echter weinig. Daarom was hij ook in staat manager te worden van de club, nadat Kevin Broadhurst in april 2006 was ontslagen. Voor Walsall speelde Kinsella 43 competitiewedstrijden. Daarin scoorde hij één keer.

## Interlandcarrière
Vanwege zijn goede spel bij Charlton Athletic mocht Mark Kinsella in 1998 zich voor het eerst melden bij het nationale elftal van Ierland. Zijn debuut maakte hij op 28 april 1999 tegen Zweden. Tijdens de rust werd Kinsella gewisseld voor Graham Kavanagh, die samen met Mark Kennedy de doelpunten maakten die Ierland de 2-0-overwinning brachten. Sindsdien was Kinsella een vaste waarde binnen het nationale elftal van Ierland. Alhoewel hij met Ierland zich niet wist te plaatsen voor EURO 2000, werd het WK 2002 wel behaald. Ten koste van het Nederlands Elftal wisten Ierland en Portugal zich toen te plaatsen. Hij vormde gedurende de kwalificatiewedstrijden een duo op het middenveld samen met sterspeler Roy Keane. Doordat Keane echter, door een ruzie met de bondscoach, niet werd meegenomen naar het WK vormde Kinsella daar een duo met Matt Holland. In 2004 speelde hij zijn laatste interland. Dit was in een met 1-0 gewonnen wedstrijd tegen het Jamaica. In totaal speelde hij 48 interlands, waarin hij drie keer doel wist te treffen.

### Interlandgoals
| Interlanddoelpunten | Interlanddoelpunten | Interlanddoelpunten | Interlanddoelpunten | Interlanddoelpunten | Interlanddoelpunten | Interlanddoelpunten |
| #                   | Datum               | Locatie             | Tegenstander        | Goal(s)             | Uitslag             | Wedstrijd           |
| ------------------- | ------------------- | ------------------- | ------------------- | ------------------- | ------------------- | ------------------- |
| 1                   | 11/10/2000          | Dublin, Ierland     | Estland             | 25'                 | 2 – 0               | WK-kwalificatie     |
| 2                   | 25/04/2001          | Dublin, Ierland     | Andorra             | 36'                 | 3 – 1               | WK-kwalificatie     |
| 3                   | 17/04/2002          | Dublin, Ierland     | Verenigde Staten    | 6'                  | 2 – 1               | Vriendschappelijk   |

## Trainerscarrière
Kinsella maakte zijn debuut als manager in 2006, nadat hij de taken van de ontslagen Kevin Broadhurst overnam bij Walsall. Dit was echter als interim-manager en voor aanvang van het seizoen 2006/2007 werd hij vervangen door Richard Money. Zonder werk kwam Kinsella echter niet te zitten, want hij ging bij zijn oude club, Charlton Athletic, aan de slag als manager van de reserves van Charlton Athletic. In december 2008 werd Phil Parkinson aangesteld als manager van Charlton. Hij koos Mark Kinsella uit als assistent, wat de Ier nog steeds is bij de club.

## Erelijst
- Championship: 2000 (Charlton Athletic)
- Vice-kampioen van de Championship: 2004 (West Bromwich Albion)